# كريس لونسديل
كريس لونسديل (بالإنجليزية: Chris Lonsdale)‏ هو عالم نفس نيوزلندي، ولد في 18 نوفمبر 1958 في كرايستشرش في نيوزيلندا.